# Дід лівого крайнього
«Дід лівого крайнього» — український радянський повнометражний художній фільм режисера Леоніда Осики виробництва кіностудії ім. Олександра Довженка 1973 року. Перша назва фільму — «Пензель старого майстра».
Трохим Бессараб все життя пропрацював маляром. У нього велика родина, і всі його діти знайшли місце в житті. Він пишається дітьми та своїм старшим онуком, гравцем футбольної команди, «лівим крайнім». Але тепер Трохим — пенсіонер, і він не хоче, щоб його сприймали менш жвавим і енергійним, ніж його нащадки; він всіляко намагається довести, що душею лишився молодий.

## Сюжет
Старий киянин, маляр Трохим Бессараб рік тому вийшов на пенсію. В нього троє синів і дочка, всі вже дорослі та знайшли своє покликання. Поряд з ними Трохим почувається незаслужено забутим, непомітним. Його син Костя, ведучий на телебаченні, запрошує батька на телестудію для інтерв'ю з приводу зібрання геронтологічної комісії. Трохим роздратований своїм становищем пенсіонера й тим, що його розпитують з приводу онука — відомого футболіста «лівого крайнього» Віталія Бессараба, а не власної долі. Трохим різко відповідає на запитання ведучого і врешті самовільно покидає студію.
Не бажаючи сидіти без роботи, Трохим вирішує бодай пофарбувати батареї у квартирі Кості. Він дорікає синові, що вже пора б одружитися. Несподівано приходить Костева дівчина Поліна, про існування якої Трохим не здогадувався. Трохим подумки радіє, що всі його діти знайшли собі пару.
На пенсії Трохим хоче почуватися потрібним, він сварить молодих малярів, навіть стає фарбувати будинок замість одного з них. Потім блукає вулицями Києва, спостерігаючи за життям, яке вирує без його участі. Він відвідує свою знайому, колишню працівницю лялькового театру Юлію Петрівну, та задумується чи не одружитися і йому вдруге. З цього приводу він скликає всіх своїх дітей та їхні родини. Проте Віталій не може прийти, бо він на міжнародному матчі.
Родина Трохима відволікається від його планів одруження на перегляд матчу по телевізору. Під час гри Віталій травмується, Трохим поспішає на стадіон, але онука тим часом уже відправляють до лікарні. Трохим влаштовує зустріч з Юлією та своїми дітьми на Бессарабському ринку, а потім іде з нею провідати Віталія. Там він бачить, що онук оточений увагою як лікарів, так і фанатів і шанувальниць, що знову навіває думки про власну старість і непотрібність.
Аби довести всім, що він ще повен енергії та багато що може, Трохим приєднується до весілля дочки Катерини з її нареченим Вовиком. Він влаштовує подорож по Дніпру на пароплаві, де рішуче свариться з капітаном через затримку рейсу, співає під гітару. З собою він бере і Юлію, обоє виглядають як давнє подружжя. В цій радісній атмосфері, однак, Поліна почувається зайвою, каже, що на неї дивляться як на коханку Кості, а не майбутню дружину.
На весіллі, коли всі сходять на берег, Трохим виголошує вітання та, опинившись у центрі уваги, нарешті почувається знову молодим, співає козацьких пісень. Потім, після прогулянки Києвом, він зауважує сум Кості, котрий розповідає, що посварився з Поліною. Лишившись наодинці з батьком, Костя каже, що він тепер почувається, як пенсіонер. Той підбадьорює сина та запрошує в гості.
Поліна погоджується на ці менш формальні обставини. Родина єднається, співаючи пісню «Прилетіла канарейка…».

## У ролях
- Микола Яковченко — Трохим Іванович Бесараб, маляр на пенсії, 67 років
- Валентина Сперантова — Юлія Петрівна, давня знайома Трохима
- Борислав Брондуков — Іван Бесараб, син Трохима
- Костянтин Степанков — Костя Бесараб, телеведучий
- Антоніна Лефтій — Поліна, колега та дівчина Кості
- Василь Симчич — Максим Бесараб, старший син Трохима, директор інституту
- Анатолій Бишовець — Віталій Бесараб, син Максима, відомий футболіст
- Юнона Яковченко — Катерина, дочка Трохима
- Володимир Шакало — Вовик, чоловік Катерини

В епізодах:
- Олексій Сафонов  — наречений
- Катерина Брондукова — наречена
- Неоніла Гнеповська — мати нареченої
- Н. Гунейко
- Ольга Матешко — секретарка Максима
- Лев Колесник — гість на весіллі
- Георгіос Совчис — маляр
- Лідія Бєлозьорова
- Вілорій Пащенко — міліціонер
- Володимир Олексієнко — Андрій, давній знайомий Трохима
- Миколай Гудзь — капітан
- Юрій Рудченко — Юрій, референт
- Сергій Шеметило — лікар
- Ю. Симчич

## Творча група
- Сценаристи: Іван Драч, Леонід Осика
- Режисер-постановник: Леонід Осика
- Оператор-постановник: Валерій Квас
- Художник-постановник: Петро Слабинський
- Композитор: Володимир Губа
- Текст пісень: Валерій Курінський, І. Конончук
- Звукооператор: Анатолій Чернооченко
- Режисер: Лев Колесник
- Оператор: Б. Берізка
- Художники-декоратори: В. Кашин, Микола Терещенко
- Художник по костюмах: Алла Костенко
- Грим: О. Лосєвої
- Монтажер: Марфа Пономаренко
- Редактор: Володимир Ковтун
- Асистент режисера: Анатолій Кучеренко
- Асистенти оператора: Олег Маслов-Лисичкін, О. Ткачук
- Державний симфонічний оркестр УРСР, диригент — Стефан Турчак
- Директор фільму: Дмитро Бондарчук

## Сприйняття
Фільм нетипово для радянського кіно піднімає тему важливості середнього класу, міщанства, яке в радянській ідеології висміювалося, а його ідея викорінювалася. Також у ньому вперше в радянському художньому кінематографі одну з головних ролей грала особа, що не була професійним актором — футболіст Анатолій Бишовець.
Композитор цього фільму Володимир Губа характеризував його: «…картина смілива. Не було тоді в нашій країні такої картини. Потім уже Кіра Муратова почала знімати неакторів, а фактично це започаткував Осика, коли запросив професійного футболіста Анатолія Бишовця».